# Spekeröds distrikt
Spekeröds distrikt är ett distrikt i Stenungsunds kommun och Västra Götalands län. 
Distriktet ligger sydost om Stenungsund. 

## Tidigare administrativ tillhörighet
Distriktet inrättades 2016 och utgörs av socknen Spekeröd i Stenungsunds kommun.
Området motsvarar den omfattning Spekeröds församling hade vid årsskiftet 1999/2000.